# Хариколинский сельсовет
Хариколинский сельсовет — административно-территориальная единица и муниципальное образование со статусом сельского поселения в Хунзахском районе Дагестана Российской Федерации.
Административный центр — село Хариколо.

## Население
| 2002  | 2010  | 2012  | 2013  | 2014  | 2015  | 2016  |
| ----- | ----- | ----- | ----- | ----- | ----- | ----- |
| 1138  | ↗1141 | ↘1122 | ↘1121 | ↘1118 | ↘1115 | ↘1100 |
| 2017  | 2018  | 2019  | 2020  | 2021  | 2023  | 2024  |
| ↘1097 | ↗1105 | ↗1108 | ↗1136 | ↗1320 | ↗1328 | ↗1330 |

## Состав
| № | Населённый пункт | Тип населённого пункта       | Население |
| - | ---------------- | ---------------------------- | --------- |
| 1 | Ках              | село                         | ↗300      |
| 2 | Красное Село     | село                         | ↗594      |
| 3 | Хариколо         | село, административный центр | ↗426      |